# Episodi di This Man Dawson
La prima e unica stagione della serie televisiva This Man Dawson è andata in onda negli Stati Uniti dal 15 ottobre 1959 al 1960 in syndication.
In Italia questa stagione è stata trasmessa su Telecapri News dal 18 maggio 2012 al 3 gennaio 2013 ogni venerdì dopo la mezzanotte del giorno precedente (tranne giovedì 3 gennaio quando l'ultimo episodio andrò in onda alle 20:35).
| nº | Titolo originale     | Titolo italiano                    | Prima TV USA     | Prima TV Italia  |
| -- | -------------------- | ---------------------------------- | ---------------- | ---------------- |
| 1  | The Source           | Episodio pilota                    | 15 ottobre 1959  | 18 maggio 2012   |
| 2  | The Assassin         | Trovare l'assassino                | 22 ottobre 1959  | 25 maggio 2012   |
| 3  | The End of Kalmine   | Addio Kalmine                      | 29 ottobre 1959  | 1º giugno 2012   |
| 4  | The Hard Way         | Modi difficili                     | 5 novembre 1959  | 8 giugno 2012    |
| 5  | Intimidation         | Attenzione alle intimidazioni      | 12 novembre 1959 | 15 giugno 2012   |
| 6  | Anonymous Pursued    | Perseguimento anonimo              | 1959             | 22 giugno 2012   |
| 7  | The Silent Man       | Silenzio!                          | 1959             | 29 giugno 2012   |
| 8  | Copkiller            | Assassino di poliziotti            | 1959             | 6 luglio 2012    |
| 9  | Omerta               | Omerta                             | 1959             | 13 luglio 2012   |
| 10 | Fight Game           | Combattimento per gioco            | 31 dicembre 1959 | 20 luglio 2012   |
| 11 | Master Plan          | Il piano maestroso                 | 1960             | 27 luglio 2012   |
| 12 | The Deadly Young Man | Il giovane uccide                  | 1960             | 3 agosto 2012    |
| 13 | Human Predator       | Predatori ovunque                  | 1960             | 3 agosto 2012    |
| 14 | Three X              | I tre X                            | 1960             | 3 agosto 2012    |
| 15 | Short Circuit        | Il corto-circuito                  | 1960             | 10 agosto 2012   |
| 16 | The Big Shot         | Un grande colpo                    | 1960             | 10 agosto 2012   |
| 17 | Safe Haven           | Il rifugio                         | 1960             | 10 agosto 2012   |
| 18 | One by One           | Uno contro uno                     | 1960             | 17 agosto 2012   |
| 19 | The Informer         | L'informatore                      | 1960             | 17 agosto 2012   |
| 20 | Get Dawson           | Prendete Dawson!                   | 1960             | 17 agosto 2012   |
| 21 | Thief of the City    | Ladro in città                     | 1960             | 24 agosto 2012   |
| 22 | Arson Ring           | L'anello incendiario               | 1960             | 31 agosto 2012   |
| 23 | Hired to Kill a Cop  | Poliziotto ucciso da un'assunzione | 1960             | 7 settembre 2012 |
| 24 | Accessory to Murder  | Il complice omicida                | 1960             | 7 settembre 2012 |
| 25 | Loose Cannon         | Cannoni sciolti                    | 1960             | 7 settembre 2012 |
| 26 | Doubt of Evidence    | Il dubbio di una prova             | 1960             | 2 novembre 2012  |
| 27 | Plague               | La peste                           | 1960             | 2 novembre 2012  |
| 28 | Juvenile Delinquent  | Al delinquente giovanile           | 1960             | 2 novembre 2012  |
| 29 | Out on a Ledge       | Fuori sulla sporgenza              | 1960             | 9 novembre 2012  |
| 30 | The Bomber           | Bombardamento                      | 1960             | 9 novembre 2012  |
| 31 | Lucky Dawson         | Sei fortunato, Dawson!             | ?                | 9 novembre 2012  |
| 32 | A Matter of Justice  | La giustizia conta                 | ?                | 16 novembre 2012 |
| 33 | The Bank Robbers     | Avviso di rapina                   | 1960             | 16 novembre 2012 |
| 34 | Badge and Gun        | Distintivi di armi                 | ?                | 16 novembre 2012 |
| 35 | Cold Civil War       | Guerra fredda per i civili         | ?                | 23 novembre 2012 |
| 36 | Deadly Young Man     | Giovane per la mortalità           | ?                | 14 dicembre 2012 |
| 37 | Innocent Killer      | Un killer innocente                | ?                | 21 dicembre 2012 |
| 38 | Shopsy's Tiger       | Tigre per Shopsy                   | ?                | 28 dicembre 2012 |
| 39 | Sweet Charity        | La dolce carità                    | 1960             | 3 gennaio 2013   |

## The Source
- Prima televisiva: 15 ottobre 1959

### Trama
- Guest star: S. John Launer (Gang Leader), John Marley, Henry Lascoe, Roy Glenn, Robert Gothie, Lou Krugman, Joyce Taylor

## The Assassin
- Prima televisiva: 22 ottobre 1959

### Trama
- Guest star: John Milford, Lester Matthews, Jay Adler, John Archer, Raymond Bailey, Leake Bevil, Brad Dexter, L.Q. Jones, John Marley, Clayton Post

## The End of Kalmine
- Prima televisiva: 29 ottobre 1959

### Trama
- Guest star:

## The Hard Way
- Prima televisiva: 5 novembre 1959

### Trama
- Guest star: Judson Pratt

## Intimidation
- Prima televisiva: 12 novembre 1959

### Trama
- Guest star:

## Anonymous Pursued
- Prima televisiva: 1959

### Trama
- Guest star:

## The Silent Man
- Prima televisiva: 1959

### Trama
- Guest star:

## Copkiller
- Prima televisiva: 1959

### Trama
- Guest star:

## Omerta
- Prima televisiva: 1959

### Trama
- Guest star:

## Fight Game
- Prima televisiva: 31 dicembre 1959

### Trama
- Guest star: Tom McDonough, Jon Chevron, Joseph Vitale (Frankie Frisco), John Indrisano, Steve Mitchell, Clegg Hoyt, Joseph Mell, Elmore Vincent, Ben Frommer, Umberto Raho, Ollie O'Toole

## Master Plan
- Prima televisiva: 1960

### Trama
- Guest star:

## The Deadly Young Man
- Prima televisiva: 1960

### Trama
- Guest star:

## Human Predator
- Prima televisiva: 1960

### Trama
- Guest star: Barbara Pepper (Barbara Fallon), Robert Osterloh (Jack Fallon), Barney Phillips (Norcross), Adrienne Hayes (Diane Cramer), Judson Pratt (Nathan Cramer), Harry Lauter (Regan)

## Three X
- Prima televisiva: 1960

### Trama
- Guest star: Robert Karnes (Barney Dugan), James Kirkwood Jr. (Burt Dugan), Michael Raffetto, Louis Merrill, Riley Hill

## Short Circuit
- Prima televisiva: 1960

### Trama
- Guest star: Michael Vandever (Duke)

## The Big Shot
- Prima televisiva: 1960

### Trama
- Guest star: James Tartan, George E. Stone, Richard Baxter, Robert Bice, Charles Crafts, William Flaherty, Steve Gravers, Edgar Stehli, William Woodson

## Safe Haven
- Prima televisiva: 1960

### Trama
- Guest star: Arlene Martel (Mrs. Manners), Earle Hodgins (Powers), Tom McDonough (detective), Junius Matthews (Michaels), Byron Morrow (Bradley), Francis McDonald (Joe Black), Mark Allen, Bobby Hall, S. John Launer (Gus Haber)

## One by One
- Prima televisiva: 1960

### Trama
- Guest star: Nick Nicholson, Jerry Sullivan, Jan Arvan (Herman Shane), Tom Middleton, Betty Lou Gerson (Ella Simpson)

## The Informer
- Prima televisiva: 1960

### Trama
- Guest star: Stephen Roberts (Vincent), Emile Meyer (Smiley), Louis Merrill (Harvey Stone), Tip McClure (Warehouse Thug), Myron Healey (Patty Findercain), Brett King (Dan Porter), Harry Shannon (Sgt Tom Porter)

## Get Dawson
- Prima televisiva: 1960

### Trama
- Guest star: Karl Lukas, Tyler MacDuff (Ira Burns), Amzie Strickland

## Thief of the City
- Prima televisiva: 1960

### Trama
- Guest star: Larry Thor (Regan), George Pierrone (Ziggy Hoffman), Fred Lerner (ufficiale di polizia), Craig Duncan (Construction Worker), Larry Chance (Bernie Fields), Scott Peters (Joey Bond), Lee Rhodes (Gorman), Robert Foulk (Matt Gruber)

## Arson Ring
- Prima televisiva: 1960

### Trama
- Guest star: Helen Joseph (Carol Harper), Rick Turner (Maury Harper), Maurice Wells (Verdugo), Robert Nelson (Frank Davis), Charles Seel (Harry Clegg), Chris Alcaide (Burt Hughes)

## Hired to Kill a Cop
- Prima televisiva: 1960

### Trama
- Guest star: Stanley Farrar (Peters), James Collier (operatore radio), Charles Calvert (uomo), Dick Ryan (Police Stenogapher), John Marley (Ryan), Emile Meyer (Max Creiger), Stephen Roberts (Maryt), Ric Marlow (Wade), Gregg Martell (scagnozzo), Ann Duggan (donna), Pat McCaffrie (Fuller), Stanley Adams (Groves)

## Accessory to Murder
- Prima televisiva: 1960

### Trama
- Guest star: Paul Fix (Al Daniels), Joi Lansing (Carol Dawn), Leo Penn

## Loose Cannon
- Prima televisiva: 1960

### Trama
- Guest star: Larry J. Blake (Mack), Tom McDonough (Don), Gordon Mills, Roy Taguchi (Houseboy), Robert Ormsby (poliziotto), James Seay (Martin Allen), John Marley (Ryan), Tom Middleton (Davis), Leo Penn (Harmon)

## Doubt of Evidence
- Prima televisiva: 1959

### Trama
- Guest star: Laurie Carroll, Douglas Dick (Harold), Lance Fuller (Ron Kelso), William Joyce

## Plague
- Prima televisiva: 1960

### Trama
- Guest star: Walter Burke ('Jumpy' Higgins), Fintan Meyler, Than Wyenn (Steve Tyler)

## Juvenile Delinquent
- Prima televisiva: 1960

### Trama
- Guest star: Malcolm Cassell (Latimer)

## Out on a Ledge
- Prima televisiva: 1960

### Trama
- Guest star: Don 'Red' Barry (Jurowe), Franco Corsaro (Cavello), James Garde (Vespa), Anna Navarro (Maria)

## The Bomber
- Prima televisiva: 1960

### Trama
- Guest star: Charlotte Lawrence (Mrs. Mason), Vic Perrin (Dan Mason)

## Lucky Dawson
- Prima televisiva: ?

### Trama
- Guest star: James Garde (Vespa), Don 'Red' Barry (Jurowe)

## A Matter of Justice
- Prima televisiva: ?

### Trama
- Guest star:

## The Bank Robbers
- Prima televisiva: 1960

### Trama
- Guest star: Matt Pelto, Janie Fahay, Robert Carricart (Haynes), Ted Hecht, Martin Garralaga, Richard Deems, Tom West, Nikki Brandon, Ted Budney

## Badge and Gun
- Prima televisiva: ?

### Trama
- Guest star:

## Cold Civil War
- Prima televisiva: ?

### Trama
- Guest star:

## Deadly Young Man
- Prima televisiva: ?

### Trama
- Guest star:

## Innocent Killer
- Prima televisiva: ?

### Trama
- Guest star:

## Shopsy's Tiger
- Prima televisiva: ?

### Trama
- Guest star:

## Sweet Charity
- Prima televisiva: 1960

### Trama
- Guest star: